# Technomyrmex kraepelini
Technomyrmex kraepelini är en myrart som beskrevs av Auguste-Henri Forel 1905. Technomyrmex kraepelini ingår i släktet Technomyrmex och familjen myror. Inga underarter finns listade i Catalogue of Life.

## Bildgalleri

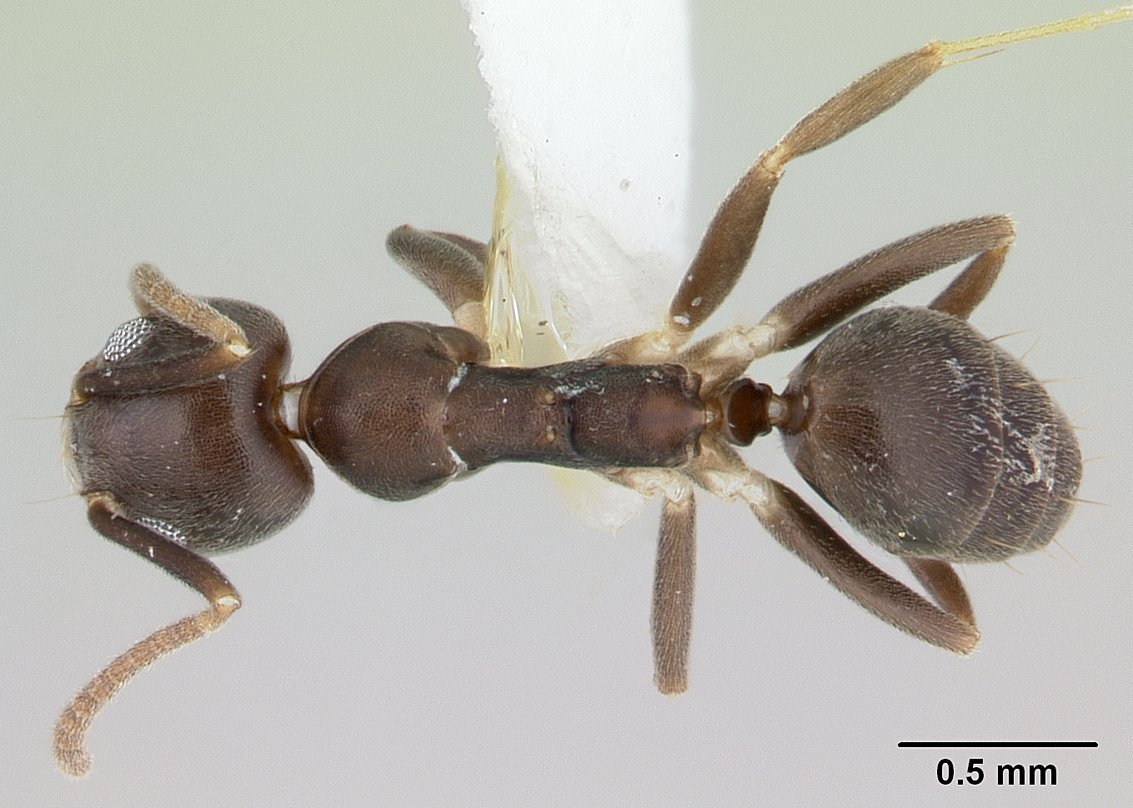
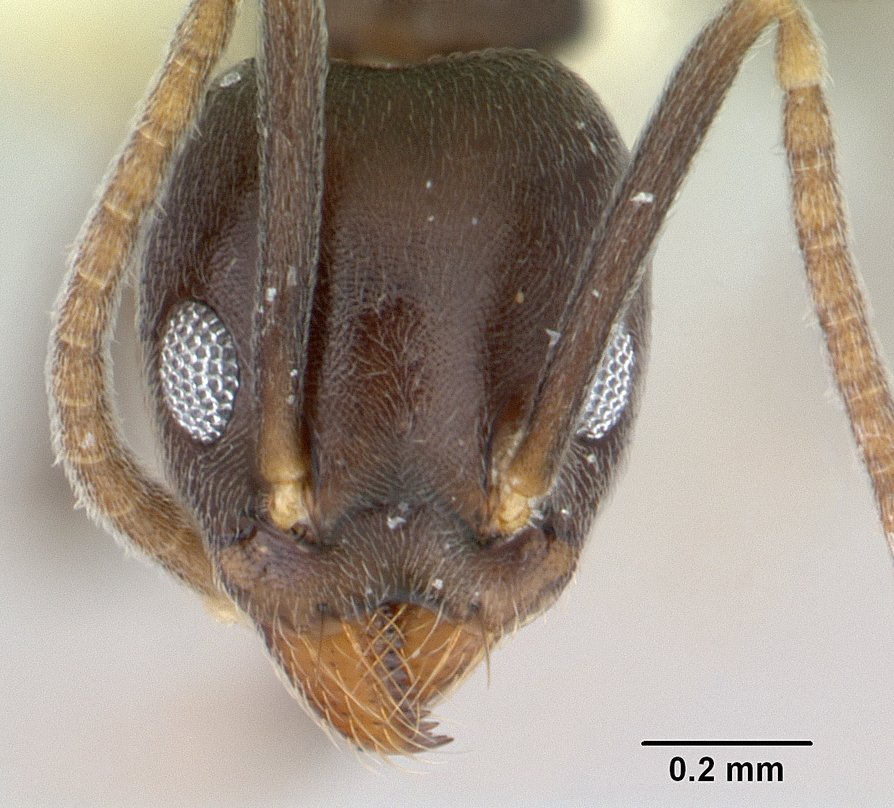
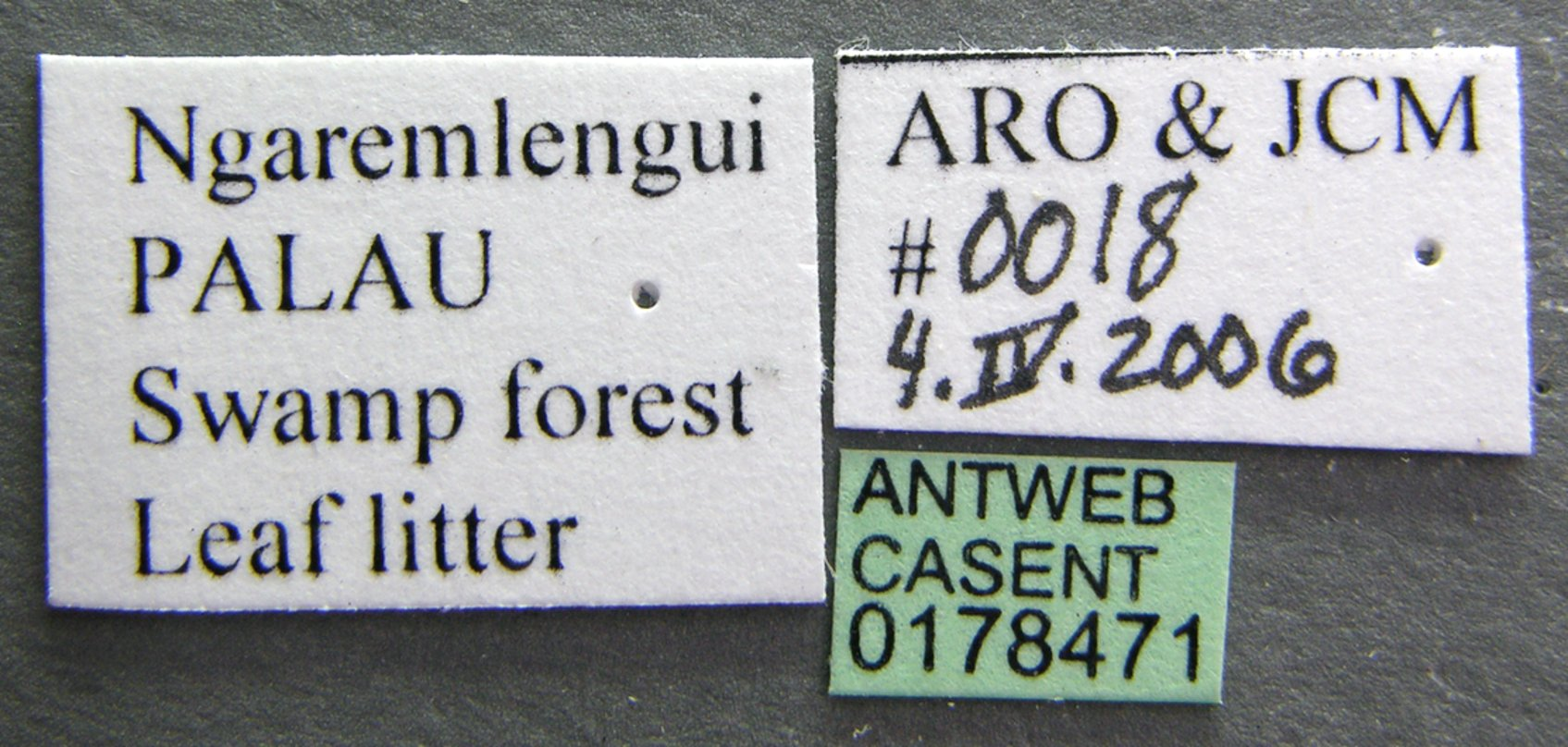
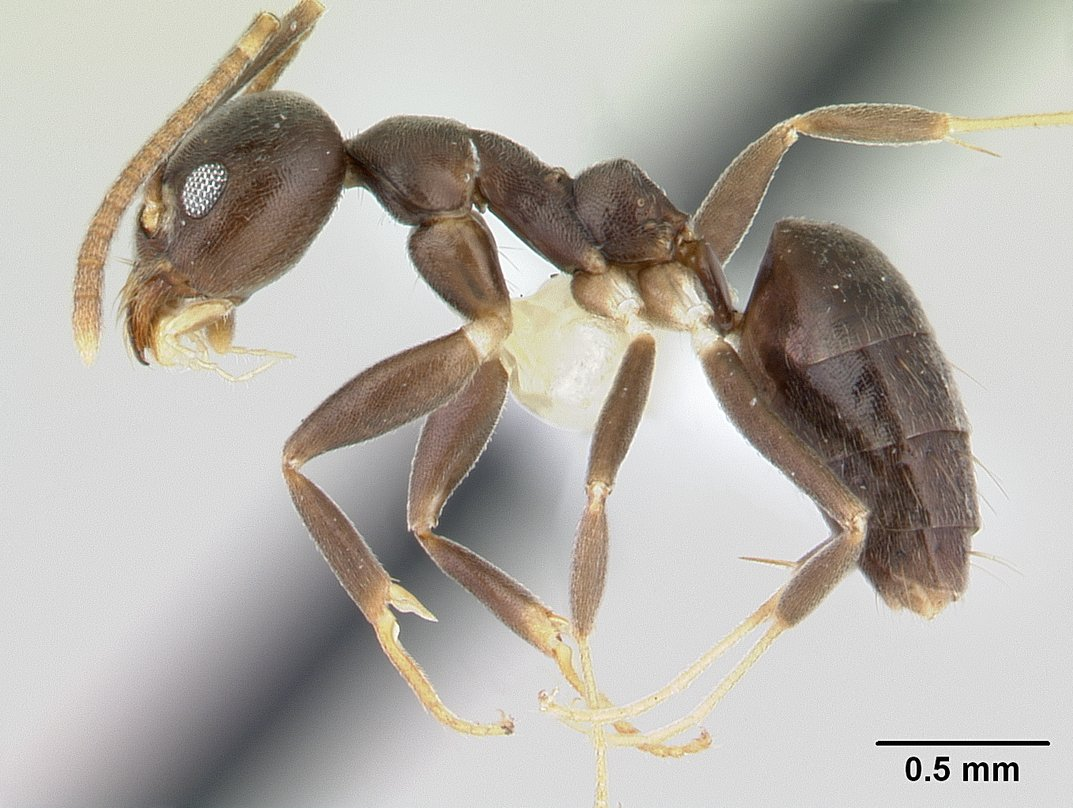